# Mineola
Mineola är den administrativa huvudorten för Nassau County, New York. Mineola var även en av de amerikanska orter som valdes ut av Signal Corps Aviation för placering av flygskolor under första världskriget.  